# Diamant (Q173)
Pour les articles homonymes, voir Diamant (homonymie).
Le Diamant était un sous-marin mouilleur de mines de la classe Saphir, qui a servi dans la Marine nationale pendant la Seconde Guerre mondiale.

## Conception
Les sous-marins de la classe Saphir avaient un déplacement en surface de 773 tonnes et un déplacement immergé de 940 tonnes. Ils mesuraient 65,9 m de long, 7,1 m de large et 4,3 m de tirant d'eau. La propulsion en surface était assurée par deux moteurs diesel Normand-Vickers d'une puissance totale de 1 300 cv (969 kW) et en plongée par deux moteurs électriques d'une puissance totale de 1 100 cv (810 kW) par l'intermédiaire de deux arbres, permettant une vitesse maximale de 12 nœuds (22 km/h) en surface et de 9 nœuds (17 km/h) en plongée. Leurs soutes de 97 tonnes de carburant pétrolier leur donnaient une autonomie en surface de 7 000 milles nautiques (13 000 km) à 7,5 nœuds (13,9 km/h), et de 4 000 milles nautiques (7 400 km) à 12 nœuds (22 km/h) et leurs batteries une autonomie en immersion de 80 milles nautiques (150 km) à 4 nœuds (7,4 km/h). Ils transportaient un effectif de 42 hommes,. Les sous-marins de la classe Saphir pouvaient plonger jusqu'à 76 m (250 ft).
Ces sous-marins étaient armés de 3 tubes lance-torpilles de 550 mm et de 2 tubes lance-torpilles de 400 mm. Pour les attaques et défenses en surface, ils étaient équipés d'un canon de 75 mm, d'une mitrailleuse de  13,2 mm/76 Aa et de 2 mitrailleuses Hotchkiss Mle 1914 de 8 mm.
Ces sous-marins étaient conçus pour mouiller des mines sans faire surface. Les 32 mines à orin Sautter-Harlé HS 4, portant une charge de 220 kg de tolite et utilisables par 200 m de fond dont ils étaient équipés, étaient fixées à l’extérieur de la coque sous un revêtement hydrodynamique : chacun des huit puits situés de chaque bord du sous-marin contenait deux mines, disposées l’une au-dessus de l’autre.

Arrivé au lieu choisi, le sous-marin larguait ses mines avec un système à air comprimé Normand-Fenaux (du nom de son inventeur Fernand Fenaux, ingénieur chez Normand) ; du fait de l’allégement ainsi causé, il fallait rééquilibrer rapidement la pesée, de façon à ne pas faire surface en pleine zone ennemie.

## Historique
Le Diamant est mis sur cale le 21 juillet 1930 à l'arsenal de Toulon. Il est lancé le 18 mai 1933 et mis en service le 21 juin 1934.
En novembre 1940, le Diamant est sous le contrôle du gouvernement de Vichy dans le cadre du 5e groupe de sous-marins à Toulon (avec les sous-marins Galatée, Sirène, Naïade, Atalante et Perle), où il est désarmé.
Le Diamant est sabordé à Toulon le 27 novembre 1942 sur l'ordre de l'Amirauté du régime de Vichy en réaction à l’opération Lila pour que, conformément à l'armistice du 22 juin 1940, la France conserve son statut de neutralité entre l'Axe et les Alliés, en évitant de rejoindre les forces alliées ou de se livrer à l'occupant nazi. Quelques rares unités appareillèrent, échappant tant au sabordage qu'à la capture par le Troisième Reich. ce sabordage empêche sa capture par les forces allemandes, puis il est renfloué par les forces italiennes le 29 mars 1943. 
Le 22 juin 1944, le Diamant est bombardé et coulé à Toulon par des avions alliés,.